# Yusuke Shimizu
Yusuke Shimizu (em japonês:  志水 祐介, Shimizu Yūsuke; Kumamoto, 7 de setembro de 1988) é um jogador de polo aquático japonês.

## Carreira
Shimizu integrou a Seleção Japonesa de Polo Aquático que ficou em décimo segundo lugar nos Jogos Olímpicos de 2016.